# Hardy (zpěvák)
Michael Wilson Hardy (* 13. září 1990), známý jako Hardy, je americký country zpěvák a skladatel.

## Kariéra
Je autorem písní pro umělce, jako jsou Florida Georgia Line, Chris Lane, Blake Shelton, Dallas Smith, Thomas Rhett a Morgan Wallen.
V roce 2020 vydal své debutové album A Rock pod nahrávací společností Big Loud Records, stejně jako mixtape Hixtape, Vol. 1.
Jeho singly „Give Heaven Some Hell“, „One Beer“, „Wait in the Truck“ a „Truck Bed“ se umístily v hitparádách v USA a Kanadě a objevil se v písni Dallase Smithe „Some Things Never Change“.
Jeho album The Mockingbird & the Crow se začátkem roku 2023 dostalo na vrchol žebříčku country music.
Krátce poté oznámil své třetí studiové album pojmenované Quit!!.

## Mládí
Narodil se Mikeovi a Sarah Hardyovým ve Filadelfii ve státě Mississippi. Později vystudoval Middle Tennessee State University.
Po ukončení studia se vydal na návštěvu své sestry do Nashvillu, což vedlo k zahájení jeho kariéry. Během pobytu si uvědomil, že je možné udělat kariéru v oblasti country hudby. S kapelou Florida Georgia Line se seznámil v roce 2012 během večírku.
Po přestěhování do Nashvillu se skupinou začal spolupracovat.

## Osobní život
V srpnu 2021 požádal svou přítelkyni Caleigh Ryanovou o ruku, a to v klubu v klubu The Lyric, kde se pár v roce 2017 seznámil. Vzali se 29. října 2022. Dne 15. října 2024 oznámili, že čekají své první dítě.

## Diskografie
Studiová alba
- A Rock (2020)
- The Mockingbird & the Crow (2023)
- Quit!! (2024)